# モルドバの言語・民族性問題
本稿では、モルドバ共和国の主要民族の民族性と母語について述べる。
モルドバ共和国の民族性については、モルドバ人がルーマニア人のなかの一グループなのか、ルーマニア人とは異なる民族なのかということが問題としてあがっている。また、ルーマニアとモルドバ共和国の言語の共通性については広く認識されているものの、特定の政治的背景に基づき「モルドバ語」という用語を使用することに関しては論争がある。これが母語に関する問題である。

## 経緯
1991年にモルドバ共和国が独立を宣言した際、その公用語は「ルーマニア語」とされ、その国歌はルーマニアの国歌と同じ「目覚めよ、ルーマニア人!」と定められた。しかし、その後の政治的議論を反映し、1994年の憲法では同国の公用語を「モルドバ語」とし、新たに「我らが言葉」が国歌と定められた。更に、2003年の「民族性に関する法」では、ルーマニア人をモルドバにおける少数民族として位置づけた。法律によって公的にルーマニア人とモルドバ人を別のものと定めたことについては、モルドバ共和国の学術関係者からも強い非難があがり、市民、とくに知識層や学生による抗議運動が起こり、政界にも影響が及んだ。更に、モルドバ共和国とルーマニアとの外交問題にまで発展した。
2013年、モルドバの憲法裁判所は1991年の独立宣言に基づいて、モルドバ共和国の公用語を「ルーマニア語」と規定した。

## モルダヴィア公国（1359年 - 1812年）

### 中世の歴史書にみられるモルダヴィアの民族性
中世のモルダヴィアの歴史書では、モルダヴィアの人々は自身をモルドヴェニ（Moldoveni、現在のモルドヴァ人と同じ）と呼んでおり、モルダヴィア人、ワラキア人、トランシルヴァニア人は同一の起源を持ち、同一の言語を話すと記している。モルダヴィア公シュテファン3世（1457年 - 1504年）は、1457年から1499年までを対象とした歴史書の編纂を命じたが、書名は「Dy Cronycke Des Stephen Woywoda auss Wallachey（ワラキア公シュテファンの歴史書）」と付けられた。モルダヴィアの重要な年代史家であるグリゴレ・ウレケ（Grigore Ureche、1590年 - 1647年）は、ハンガリー王国領内のルーマニア人とモルダヴィア人はともに「ローマの民」であり、同一の起源を持つとしている。また、ミロン・コスティン（Miron Costin、1633年 - 1691年）は、自身が執筆した歴史書の中で、モルダヴィア人の「最も真正で確かな」呼称は、ローマ帝国に由来する名である「Rumân」であり、その呼称は民族の歴史の中でずっと保たれてきたとしている。更に、モルダヴィア人は「あなたはモルダヴィア語を話すか？」とは言わず、「あなたはルーマニア語を話すか？」と尋ねると述べている。ミロン・コスティンの息子、ニコラエ・コスティン（Nicolae Costin、1660年 - 1712年）もまた、著書の中で父と同様の見解を述べている。ワラキアの年代史家コンスタンティン・カンタクジノ（Constantin Cantacuzino、1655年 - 1716年）は、自身の述べるところのルーマニア人とは、ワラキアに住むルーマニア人、トランシルヴァニアに住むもの、モルダヴィア人であり、これらはいずれも同じ言語を話し、同一の起源を持つとしている。年代史家でモルダヴィア公、プロイセン科学アカデミの会員であるディミトリエ・カンテミール（1673年 - 1723年）は複数の歴史に関する本を著している。そのうちひとつは「Hronicul vechimei a Romano-Moldo-Vlahilor（ルーマニア・モルドバ・ワラキアの永続性の記録）と題され、プロイセン科学アカデミーの求めに応じてペテルスブルクにて執筆された。はじめはラテン語で書かれ、後にカンテミールによってルーマニア語に翻訳された。導入部にてカンテミールは、これは全てのルーマニア人の地に関する歴史書である（Hronicon a toată Ţara Românească）とし、これが後にモルダヴィア、ワラキア、トランシルヴァニアに別れた（care apoi s-au împărţit în Moldova, Muntenească şi Ardealul）ものだと述べ、同書がはじめはラテン語で（pre limba latinească）書かれ、後にルーマニア語に（pre limba românească）翻訳されたものだとしている。この中でトランシルヴァニア人、モルダヴィア人、ワラキア人はともにルーマニア人と呼ばれる（carii cu toţii cu un nume de obşte români să chiamă）と書いている。

### 外国人の旅行記の記述
複数の外国人の旅行家がモルダヴィアを訪れており、16世紀以降の記録によると地元の住民は自身の言語を「ルーマニア語」と呼んでおり、モルダヴィアやワラキア、トランシルヴァニアの人々は、その起源がローマ帝国にあることを知っていることに言及している。
トランシルヴァニア・ザクセン人のゲオルク・ライヒャーシュトルファー（Georg Reicherstorffer、1495年 - 1554年）は、ワラキアおよびモルダヴィアにおけるフェルディナント1世の使者であり、1527年と1535年にモルダヴィア公国を訪れ、2つの旅行記「Moldaviae quae olim Daciae pars, Chorographia」（1541年）および「Chorographia Transylvaniae」（1550年）を記している。この中で、モルダヴィアの地理に関して、（モルダヴィアは）その名前の他に、ワラキアと呼ばれることもあるとし、モルダヴィアの住民の言語については「ローマ語（イタリア語）が今も使われており…、（モルダヴィアの）ワラキア人はイタリア系の民族であり、彼らの主張する通り、古代ローマの民の末裔である」としている。ヴェローナ出身の年代史家で軍人のアレッサンドロ・グアニーニ（Alessandro Guagnini、1538年 - 1614年）はモルダヴィアを2度訪れ、ヨアン・ヤコブ・ヘラクリド（Ioan Iacob Heraclid、デスポト・ヴォダ）の公位獲得の手助けをしている。グアニーニはその後「Vita despothi Principis Moldaviae」を執筆した。これは、ヨアン・ヤコブ・ヘラクリドについての伝記であり、この中でモルダヴィアの人々について次のように述べている。「ワラキア人は自身を『ローマ人』と呼び、イタリアのローマをその起源だとしている。彼らの言語はラテン語とイタリア語の混ざったようなものであり、イタリア人ならばワラキア人と意思疎通を図るのはたやすいことである」。イエズス会のイタリア人とみられる人物による1587年の旅行記では、モルダヴィア人について「これらの人々はギリシャ正教に属し、古代ローマに関する事物を好み、おそらくこれは、彼らの言語が俗ラテン語であることや、彼らの自身がローマ人の子孫であるとの考え、自身をローマ人と称することによるものと考えられる。
また、これらの記録によると、周辺に住むスラヴ人たちは、モルダヴィアの人々をヴラフ、ヴォロフ等の呼称で呼んでおり、ワラキアやトランシルヴァニア、バルカン半島一円に住むロマンス諸語話者と同じ名で呼ばれていた。人文学者のニコラエ・オラフス（1493年 - 1568年）は著書「Hungaria et Attila」の中で、モルダヴィア人がワラキア人と同じ言語、習慣、信仰を持ち、衣装のみが異なっているとしている。更に、モルダヴィアやその他のヴラフたちの言語はかつてはローマの言語（ラテン語）であり、彼らはローマ帝国の入植者の子孫であるとしている。
トーマス・トーントン (商人)（Thomas Thornton、1762年 - 1814年）が、オスマン帝国領内での旅行について述べた1807年の著書では、ワラキアやモルダヴィアの農民たちは、貴族（ボイエール、boyars）と区別して自分たちをルムンあるいはロマンと呼んでおり、彼らの言語は俗ラテン語であるとしている。

### モルダヴィアの言語で書かれた古い文献
同様に、1643年にモルダヴィア公のヴァシレ・ルプ（Vasile Lupu）の財政的支援の下でモルダヴィア府主教・ヴァルラアム・モツォク（Varlaam Moţoc）によって宗教の書物が編纂された。この書物は、スラヴ語から翻訳された74の説教が収められ、「Carte Românească de Învăţătură」（ルーマニア語の教えの本）と題され、ルーマニア語で書かれた（pre limba Romeniască）ものとされている。ルプによる序文（Cuvânt）では、同書は「各地に住む全てのルーマニア人」のためのものであるとしている。この書は「ヴァルラアムの説教」とも呼ばれ、モルダヴィアで印刷され、ワラキアやトランシルヴァニアなどの周囲の諸国に住むルーマニア語話者にも普及した書物としては最古の部類に属する。16世紀から17世紀にかけて、トランシルヴァニアに住むハンガリー人はカルヴァン主義への傾倒を強め、1642年にはルーマニア語話者にもカルヴァン主義を広める目的で、彼らの著書をルーマニア語に翻訳した。これを知ったワラキアやモルダヴィアの主教たちはヤシに集まり、モルダヴィア府主教のヴァルラアムは1645年に「Răspuns la Catehismul calvinesc」を記した。これはトランシルヴァニアに住むルーマニア人の同胞に宛てたものであり、彼らを「トランシルヴァニアのキリスト教徒、正教の信者たち、そして我ら使徒継承教会の子どもたち、愛されるキリスト教徒、我らとともに単一のルーマニア民族に属する者たち、我らと信仰を同じくする者たち」と呼んでいる。
ヴァシレ・ルプ統治下のモルダヴィアの府主教・ドソフテイ（Dosoftei）が著した別の宗教の書物「Dumnezaiasca Liturghie」はルーマニア語で書かれている（tiparita româneste）。その導入部で、ルーマニア民族として協調し（Cuvânt depreuna catra semintia rumaneasca）、ドソフテイによりルーマニア語のためにこの書物を著す（acest dar limbii rumânesti）こと、そしてこれがギリシャ語から（de pre elineasca）、ルーマニア語に（pre limba rumâneasca）翻訳されたものであるとしている。しかし、ベッサラビアで執筆された宗教の書物では、その言語を「モルドヴァ語」としている。1819年にキシナウで印刷されたMenologiumでは、この書がスラヴ語からモルドヴァ語に翻訳された（тълмъчиндуль де пре лимба Словенѣскъ пре чѣ Молдовенѣскъ）としており、また1821年のtypiconでも同様に記されている（Сау тълмъчить Молдовенеще де пре чель Словенескь）。

### 外交官の見解
オーストリア帝国のヨーゼフ2世やロシア帝国のエカチェリーナ2世は、当時オスマン帝国の保護下にあったワラキアとモルダヴィアを統合し、ロシアとオーストリアの間の緩衝地帯とすることを望んだ。新しい国家の名前として「ダキア」が提唱され、モルダヴィアとワラキア、ベッサラビアを統合するというものであったが、エカチェリーナ2世はこれをロシアの影響下に置くことを望んでおり、「ギリシャ計画」と呼ばれていた。また、1793年のイギリスの議会で、ホワイトブレッド（Whitebread）が、オーストリア帝国からベルギーを切り離して独立させるフランスの案について述べた際、ワラキア、モルダヴィア、ベッサラビアを統合してオスマン帝国から独立させドナウ連合とするエドマンド・バークによる案について言及している。イギリスの外交官で、大使としてオスマン帝国のイスタンブールに1747年から1762年まで駐在したジェームス・ポーター（Sir James Porter、1720年 - 1786年）は、オスマン帝国においてスラヴ人の次に人口が多いのは「ルメリア人 (Rumelians)」、あるいは「ローマ人 (Romani)」であり、自身を「ルムリ (Rumuryi)」と称するモルダヴィア人とワラキア人がこれに含まれると述べている。

## ロシア帝国領のベッサラビア（1812年 - 1918年）
1812年、モルダヴィア公国領の東部がオスマン帝国からロシア帝国に割譲された。この領土はベッサラビアと呼ばれ、後のモルドバ共和国の領土の大部分がこの中に含まれる（トランスニストリア地域を除く）。
ルーマニア語話者が住むトランシルヴァニア、モルダヴィアおよびワラキアの地を統合する構想は18世紀まで見られず、それは「時代精神に合わないもの」であった。18世紀の訪れとともに、ドイツやフランスのナショナル・ロマンティシズムに感化された汎ルーマニア民族主義が勃興した。西側諸国で教育を受けたモルダヴィアやワラキアの若い貴族たちは、自国の近代化や統一ルーマニア国民国家の樹立といった野心的な政治的目標を自国に持ち帰った。1859年には、国際社会の追い風を受け、オスマン帝国の自治国であったワラキアとモルダヴィアは、アレクサンドル・ヨアン・クザを両国の共通の君主として戴くこととなった。統一国家となったルーマニアの重要課題のひとつに、国民の大部分を占める、国内の村々に住む文盲の人々に、小学校を通して教育を普及させることであった。モルダヴィアやワラキアの起源に関する伝承は、統一ルーマニア国家を喧伝する役割をもつようになった。統一されたルーマニア語とその正書法、ラテン文字によるルーマニア語アルファベットを確立し、旧来のキリル文字によるルーマニア語アルファベットから置き換えることも、国家の重要課題であった。オーストリア帝国の支配下であった多民族混住の地トランシルヴァニアでも、異民族との接触の影響や、後のハンガリー国家におけるルーマニア人の政治的劣勢や強硬なハンガリー民族主義政策への反動として、ルーマニア語話者たちの間でルーマニア民族意識が高まっていった。
こうした状況は、ロシア帝国の支配下にあったベッサラビアには及ぶことはなかった。ベッサラビアにおけるロシア化政策は、上流社会では一定の成果を挙げていたが、住民の大多数を占める地方の庶民の間ではたいした影響を与えることはなかった。ルーマニア人の政治家・タケ・ヨネスク (Take Ionescu)は当時、「ルーマニア人の地主たちは、同化政策によってロシア化され、この地の主であり続けることを認められているが、農民たちはそうした国家に関する問題には無関心である。脱ルーマニア化のための学校はなく、教会ではロシア語で奉神礼が行われているが、それもたいした問題ではない」と記している。ブカレスト大学（University of Bucharest）の講師クリスティナ・ペトレスク (Cristina Petrescu)は、「ベッサラビアでは連合公国（ワラキアとモルダヴィア）から近代国家への移行を目指した改革から取り残された」と記している。イリーナ・リヴェゼアヌ (Irina Livezeanu)は、20世紀の初頭には、かつてのモルダヴィア公国の領域に住む農民たちは、都市部の住民よりも自身をモルダヴィア人とする傾向があったと主張している。カール・マルクスはワラキアとモルダヴィア、ロシア帝国に関する2つの手記の中で、ベッサラビアのロシアへの併合や、2公国の度重なる占領を非難している。「モルド＝ヴァラキア」の住民に関してマルクスは、東方イタリア語を話し、自身をルーマニア人と称するが、異民族からはヴラフとかワラキア人とか呼ばれている、と記した。後に、ルーマニア人はワラキア、モルダヴィア、トランシルヴァニア、バナト、ブコヴィナ、ベッサラビアに住むとしている。更にマルクスは、クリミア戦争（1853年 - 1856年）に関する1854年10月2日のニューヨーク・トリビューン (New-York Daily Tribune)の記事で、ベッサラビアの「ローマ人」が村や町を去るようロシア人から命じられたことに関して、ワラキアやモルダヴィアの「ローマ人」以上に遺憾に思うとしている。フリードリヒ・エンゲルスは、1890年に執筆した「ロシア・ツァーリズムの対外政策」の第2章の中で、次のように述べている。「ロシア人民族主義が、エカチェリーナによる侵略に何らかの - 私はそれを正当性とは呼ばないが - 何らかの口実を与えたとすれば、アレクサンドロス大王のそれとは全く異なものであろう。フィンランドはフィンランド人とスウェーデン人の、ベッサラビアはルーマニア人の、ポーランド王国はポーランド人のものである」。ウラジーミル・レーニンの初期の著作のひとつ、『ロシアにおける資本主義の発展』（The Development of Capitalism in Russia、1899年）では、「多くの場合、帝国の辺縁部で隷従下に置かれている民は、その国境の向こう側に同族の民が住み、独立した民族国家を実現している（特に、我が国の西部および南部の国境 - フィンランド人、スウェーデン人、ポーランド人、ウクライナ人、ルーマニア人 - で顕著である）」としている。
1849年、ジョージ・ロング (George Long)はワラキアとモルダヴィアが、ただ政治的国境のみによって隔てられており、その歴史は強く結びついていると記している。モルダヴィアに関しては、その主要民族は自身を「ルムン」 (Roomoon)と呼ぶ「ワラキア人」であるとしている。民族学者のロバート・ゴードン・レイサム (Robert Gordon Latham)は1854年に、ワラキア人やモルダヴィア人、ベッサラビア人は自身の呼称を「ローマ人」(Roman)あるいは「ルーマニア人」(Rumanyo)としているとし、更にマケドニアのロマンス語話者をもこの呼称で呼んでいる。同様に、1854年にドイツ人の兄弟アルトゥール・ショット (Arthur Schott)とアルベルト・ショット (Albert Schott)は、彼らの著書「Walachische Mährchen（ワラキアのおとぎ話）」の冒頭で、ヴラフ人（ワラキア人）はワラキア、モルダヴィア、トランシルヴァニア、ハンガリー、マケドニア、テッサリアに住むと記している。彼らはまた、ワラキア人に彼らが何者かを尋ねたとき、「Eo sum Romanu（我はルーマニア人）」と答えたことに言及している。

## 大ルーマニアにおけるベッサラビア（1918年 - 1940年）
1918年、スファントゥル・ツァリイ（Sfatul Ţării、ベッサラビア議会）はルーマニアとの統合 (Union of Bessarabia with Romania)を決議した。当時、ベッサラビアはルーマニア軍の占領下にあった。スファントゥル・ツァリイはルーマニア軍に協力を求めたとも言われているが、アメリカ合衆国の歴史学者チャールズ・アプソン・クラーク (Charles Upson Clark)は、スファントゥルの議長やルーマニア軍を地域に招き入れたベッサラビア暫定政府への抗議、そしてルーマニア軍に迅速な撤退を求める強い抗議があったことを記している。こうした情勢を考慮して決議は、ルーマニアの学者クリスティナ・ペトレスク (Cristina Petrescu)やアメリカ合衆国の歴史学者チャールズ・キング (Charles King)らによって論点となってきた。対して、歴史学者のソリン・アレクサンドレスク (Sorin Alexandrescu)は、ルーマニア軍のベッサラビア進駐は、「統合の原因ではなく、統合を固定化したのみであった」としている。同様に、自転車で大ルーマニア各地をくまなく旅したバーナード・ニューマン (Bernard Newman)は、議決はベッサラビアの趨勢を占める統合への願いを反映したものでない可能性は低く、ルーマニアへの統合へと至る一連の出来事からみても、併合に関して疑問点はなく、ベッサラビアの人々自身による自発的な行動であったとしている。
エマニュエル・ド・マルトンヌ (Emmanuel de Martonne)を引用し、歴史学者のイリーナ・リヴェゼアヌ (Irina Livezeanu)は、統合の当時、ベッサラビアの農民は「依然として自身をモルダヴィア人と呼んでいた」としている。更に、ブコヴィナにおける同様の事項に関するイオン・ニストル (Ion Nistor)による1915年の説明から、当地の農民は自身をモルダヴィア人と呼んでいたが、「（ルーマニア語）標準語の普及に伴い、『モルダヴィア人』の語が『ルーマニア人』へと置き換わった」なかで、「ベッサラビアにはその影響が及んでいなかった」としている。
統一後、ルーマニア国家は全てのルーマニア語話者に共通の民族意識を植えつけることに邁進した。この時期のフランスやルーマニアの軍事報告には、新しいルーマニアの統治機構に対する、モルダヴィアを含む地域住民の閉口や反発への言及がみられる。ルーマニア政府関係者の間でも、都市部に住む一部のロシア化された知識層の間で、モルダヴィア語あるいはルーマニア語への拒否反応があったと報告している。リヴェゼアヌはまた、教育を受けたモルダヴィア人の間で、ルーマニア国家を未開の国とみなし、軽視する風潮があることを指摘している。ベッサラビアでは、大ルーマニアの他の地域に比べて開発が遅れていたことや、新しいルーマニアの統治機構への不適合、汚職などにより、「ベッサラビアの農民をルーマニア人にする」プロセスは他のルーマニアの地域よりも遅れており、後のソヴィエト占領下の時代に打ち崩された。クリスティナ・ペトレスクは、ロシア・ツァーリズムの統治から、中央集権化されたルーマニア国家の統治への移行の中でモルダヴィア人は疎外され、「同胞との統一」よりも占領されたとの思いを抱かせたと指摘している。ベッサラビアのバルツィ郡の村々に住む住民が語った話に基づき、ペトレスクは、ベッサラビアはルーマニア中央政府が「共通の民族意識を導入する」ことに成功しなかった唯一の地域であるとし、住民の多くは「自身をルーマニアの一部とすら思わず、政府の主張に反し、地域的なアイデンティティをもつのみであった」と述べている。

## ソビエト支配下のベッサラビア（1940年 - 1992年）
1940年、ベッサラビアとブコヴィナは、ルーマニア政府との「合意」にしたがってソビエト連邦に併呑された。ソヴィエト連邦の当局は、モルドヴァ人をルーマニア人から段階的に切り離す政策を採った。汎ルーマニア主義の支持者を「人民の敵」として物理的に抹消を図った。彼らは「ブルジョワ民族主義者」として内務人民委員部 (NKVD)、ソ連国家保安委員会 (KGB)による抑圧を受けた。ソビエト連邦のプロパガンダ (Soviet propaganda)ではまた、ソ連領内の住民の話すルーマニア語を、ルーマニア語から切り離し、独自の言語としての地位を確立させることを試みた。これに従ってソビエト当局は、ロシア語で使用されるキリル文字によるモルドバ語アルファベットを導入し、言語名として「モルドバ語」のみを認め、「ルーマニア語」と称することを禁じた。ソ連領内で行われた苛烈な反ルーマニア主義政策により、独自のモルドバ民族意識が植えつけられていった。

## 言語学的論争

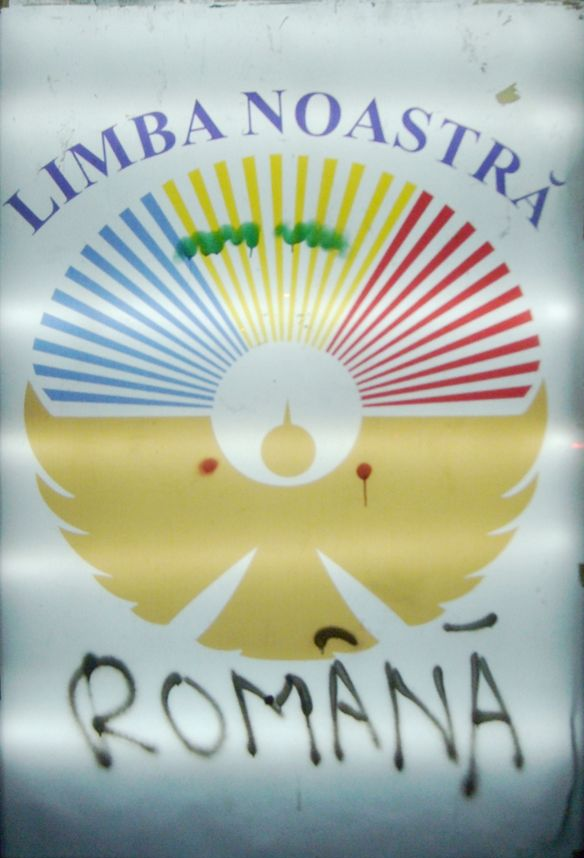
「Limba Noastră（我らが言葉）」と書かれた公共広告の上から、スプレーで「 Română（ルーマニア語）」と書かれている。キシナウにて

ルーマニア語とモルドバ語の標準形が同一であることには基本的な異議はない。実際の会話では、方言の差はあるものの、ルーマニア語あるいはモルドバ語を話す、ルーマニアとモルドバの出身者の間では完全に意思疎通ができる。発音や用語の選択にはわずかな違いがみられる。例えば、キャベツ、ドリル、スイカはそれぞれ、「curechi」、「sfredel」、「harbuz」であり、これはモルドバとルーマニア領モルダヴィア地方で共通である。しかし、ルーマニアのトランシルヴァニアやワラキア地方では、「varză」、「burghiu」、「pepene」という別称が使われることが多い。しかし、いずれの話者も、これらの語の2つの呼び名を知っており、理解できる。
「モルドバ語」という呼称が、モルドバ共和国におけるルーマニア語の政治的な別称に過ぎないという見方は広く一般的である。

## 世論
IMAS-Inc Chisinauは2009年に、モルドバ市民の民族意識に関する調査を実施した。回答者は、「モルドバ人」と「ルーマニア人」の同一性に関して5段階の選択肢からひとつを選んで回答した。それによると、モルドバの様々な民族に属する回答者のうち、26%はモルドバ人とルーマニア人は「完全に同一」か「ほぼ同一」であるとし、他方で47%は「異なる」あるいは「完全に異なる」と回答した。回答者の属性によって傾向に大きな違いが見られることもわかり、たとえば若年層（18歳から29歳）の33%は「完全に同一」か「ほぼ同一」、44%が「異なる」か「完全に異なる」と回答した一方、高齢層（60歳以上）ではそれぞれ18.5%と53%であった。全国平均からの乖離が大きかったのは首都であるキシナウの住民であり、それぞれ42%と44%であった。全国平均（26%）に比べて、モルドバ人とルーマニア人が同一であると回答する割合が高かったのは、若年層（33%）、ルーマニア語を母語とする者（30%）、高等教育を受けた者（36%）、都市部住民（30%）、特にキシナウ市民（42%）であった。
2007年までに、12万人のモルドバ共和国市民がルーマニアの市民権を取得した。2009年にはルーマニアは新たに3万6千人のモルドバ市民にルーマニア市民権を付与し、そのペースは毎月1万人まで増加すると見込まれている。ルーマニア大統領トライアン・バセスクは、百万人を超える人々がルーマニアの市民権付与を申請しているとし、この事実はモルドバの民族意識を反映したものだと考えられている。モルドバ人とルーマニア人の差異を主張する立場の代弁者であるモルドバ共和国共産党は、多重国籍はモルドバ共和国の存続を危機にさらすとして非難した。一方為政者の表向きの発言とは別に住民感情としては2007年ルーマニアのEU加盟をうけ、モルドバのパスポートではなかなか入国許可が下りない欧州への出稼ぎ渡航の優位性を目当てに市民権およびパスポート取得の申請した人達が一般的で、非常に打算的な意図があり必ずしもバセスクの主張する民族的ルーマニア回帰の意識が高まった結果とは言いがたい。

## 政治的立場
モルドバの主要な政治勢力は、モルドバ人の民族性に関して見解が分かれている。そして、モルドバの教育機関における歴史教育についても、それぞれの立場を反映して主張が分かれている。自由党 (PL)や自由民主党 (PLDM)、我がモルドバ同盟党 (AMN)はルーマニアの歴史を教えるべきだとしているが、民主党 (PD)やモルドバ共和国共産党 (PCRM)はモルドバ共和国の歴史を教えるべきだとしている。

## モルドバの民族性に関する歴代大統領の見解
独立したモルドバ共和国の初代大統領となったミルチャ・スネグル（1992年 - 1996年）は、ルーマニア人とモルドバ人、そしてその言語の同一性を主張する立場をとっていた。

"În suflet eram (şi sunt) mai român decât mulţi dintre învinuitori."

「私の魂は、私を非難する者たちの大部分よりも、ルーマニア人的である。」

ウラジーミル・ヴォローニン（2001年 - 2009年）は、ルーマニア人とモルドバ人の同一性を否定する立場の代表者であるが、両者の言語が同一であることを認めている。

"Limba moldovenească este de fapt mama limbii române. S-o numeşti română înseamnă să înşeli istoria şi să-ţi nedreptăţeşti propria mamă."

「モルドバ語とは、実際にはルーマニア語なのである。しかしそれをルーマニア語と呼ぶことは、歴史への背信であり、諸君の母たちは間違っていると主張することと同じだ。」

"Vorbim aceeaşi limba, chiar dacă o numim diferit."

「呼び名は違えど、我ら（ルーマニア人とモルドバ人）は同じ言語を話す。」

モルドバ共和国議会議長で、2009年から大統領代行の地位にあるミハイ・ギンプは、ルーマニア人とモルドバ人の同一性を強く主張している

"Dar ce am câştigat având la conducere oameni care ştiau că limba e română şi că noi suntem români, dar au recunoscut acest adevăr doar după ce au plecat de la guvernare? Eu nu am venit să manipulez cetăţenii, ci să le spun adevărul."

我々の言語はルーマニア語で、我々はルーマニア人であると知りながら、指導者の地位を退くまではそのことに口をつぐんでしまうわが国の指導者たちから、一体何を得られただろうか。私は市民を欺くためにここに来たのではない、真実を語るためだ。

## モルドバ主義
モルドバの民族意識をルーマニアから切り離し、完全に異なるものとするソビエト連邦の試みは1924年から始まり、1940年にベッサラビアがソ連に割譲されてから本格的に導入された。その流れを受け継ぐ独立後のモルドバ共和国共産党の政策は、しばしばモルドバ主義と称される。モルドバ主義とは、モルドバ人とルーマニア人の民族的同一性を否定し、更には両者の共通言語の存在を否定しようとするものである。アメリカ合衆国の歴史学者ジェームス・スチュアート・オルソン (James Stuart Olson)は自著「An Ethnohistorical dictionary of the Russian and Soviet empires」の中で、モルダヴィア人とルーマニア人はルーマニア語、民族性、そして歴史において深い結び付きがあり、その歴史によって同一の民族とみなされるようになったとの見解を示している。
「モルドバ語」が単にモルドバ共和国国内においてルーマニア語を表す政治的呼称に過ぎないとの認識は広く共有されていることから、これらが異なる言語であるとする立場は非学術的、政治屋的であるとの非難を受ける。こうした立場の顕著な例が、モルドバ語・ルーマニア語辞書 (Moldovan-Romanian dictionary)などである。

## 類似する事例
モルドバのような例は他にも見られる。たとえば、かつてのユーゴスラビア社会主義連邦共和国の領域では、言語的・宗教的に同一であるモンテネグロ人とセルビア人の民族的同一性に関する議論がある。多くの場合、強い地域的なアイデンティティと、弱い広域的なアイデンティティの間での対立となる。こうした対立は単に文化的な面だけでなく、政治的な面も大きい。